# Тахкуранна
Та́хкуранна (эст. Tahkuranna), ранее Мы́йза (эст. Mõisa) и Мы́йзакюла (эст. Mõisaküla) — деревня в волости Хяэдемеэсте уезда Пярнумаа, Эстония. 
До административной реформы местных самоуправлений Эстонии 2017 года входила в состав волости Тахкуранна (упразднена).

## География и описание
Расположена на берегу Пярнуского залива. Расстояние от деревни до уездного центра — города Пярну — 18 километров по шоссе, до волостного центра — деревни Уулу — 6 километров. Высота над уровнем моря — 1 метр.
Климат умеренный. Официальный язык — эстонский. Почтовый индекс — 86509.

## Население
По данным переписи населения 2021 года, в Тахкураннанасчитывалось 198 жителей, из них 189 (95,5 %) — эстонцы.
В 2020 году в деревне проживали 180 человек, из них 92 мужчины и 88 женщин; численность детей в возрасте до 14 лет включительно — 31 человек, численность лиц работоспособного возраста (возраст 15—64 года) — 120, число лиц пенсионного возраста (65 лет и старше) — 29.
По данным переписи населения 2011 года, в  деревне проживали 136 человек, из них 132 (97,1 %) — эстонцы.
Численность населения деревни Тахкуранна по данным переписей населения:
| Год  | 1979 | 1989  | 2000  | 2011  | 2021  |
| ---- | ---- | ----- | ----- | ----- | ----- |
| Чел. | 157  | ↘ 100 | ↗ 120 | ↗ 136 | ↗ 198 |

## История
В письменных источниках 1560 года упоминается мыза Tacken, в 1797 году упоминается Tahkoran̄a. По крайней мере, с XVI века в Тахкуранна был порт.

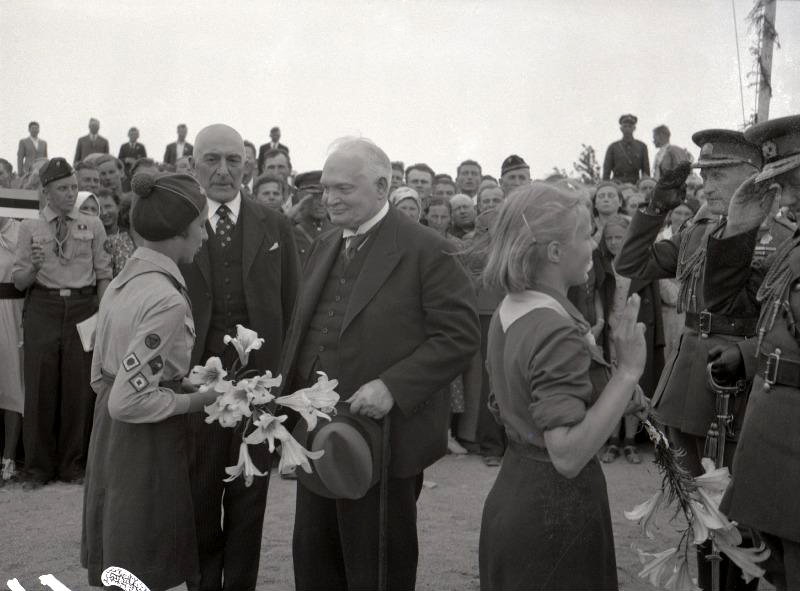
Президент ЭР Константин Пятс в Тахкуранна на открытии памятника, 25 июня 1939 года

В 1600 году мыза упоминается под названием Такерорт (нем. Tackerort). Мыза пришла в упадок в конце XVII века, после чего стала коронной мызой. В 1870 году она была передана местной русской православной церкви. Два хутора мызы были отданы крестьянам, один из которых в 1874 году стал отцом будущего первого президента Эстонской Республики Константина Пятса. 
В 1873 году в Тахкуранна была открыта приходская школа.
В 1920-х годах, после земельной реформы, на центральных землях мызы возникло поселение, в волостных записях записанное как Мыйзакюла. В 1977 году ему дали название Тахкуранна и объединили с деревнями Раутсика (эст. Rautsika), Тахку (эст. Tahku) и Выйсте I (эст. Võiste I) (также Вытси (эст. Võtsi), в 1607 году упоминается как Vuäitz).
25 июня 1939 года в деревне был торжественно открыт памятник Константину Пятсу; в мероприятии принимал участие и сам президент. Памятник был взорван после ввода в Эстонию войск Красной армии 11 августа 1940 года. Восстановлен 25 июня 1989 года. В тот же день участниками церемонии открытия памятника было принято решение о восстановлении национальной молодёжной организации Нооред Коткад.

## Достопримечательности
- Лютеранская церковь Тахкуранна. Находится в руинах после военных действий 1941 года, богослужения проходят в ризнице[16];
- православная церковь Успения Богородицы, построена в 1872 году, архитектор Г. И. Карпов. В 1998 году была внесена в Государственный регистр памятников культуры Эстонии, при инспектировании 4 июля 2018 года её состояние оценивалось как удовлетворительное[17].

## Происхождение топонима
Эстоноязычное название деревни и немецкое название мызы, возможно, произошли от названия древней деревни Тахку (в 1561 году упоминается как Tacke, в 1751 году — Tachko), которая была расположена примерно в километре к северу от мызы Тахкуранна и теперь является частью деревни Тахкуранна.

## Галерея

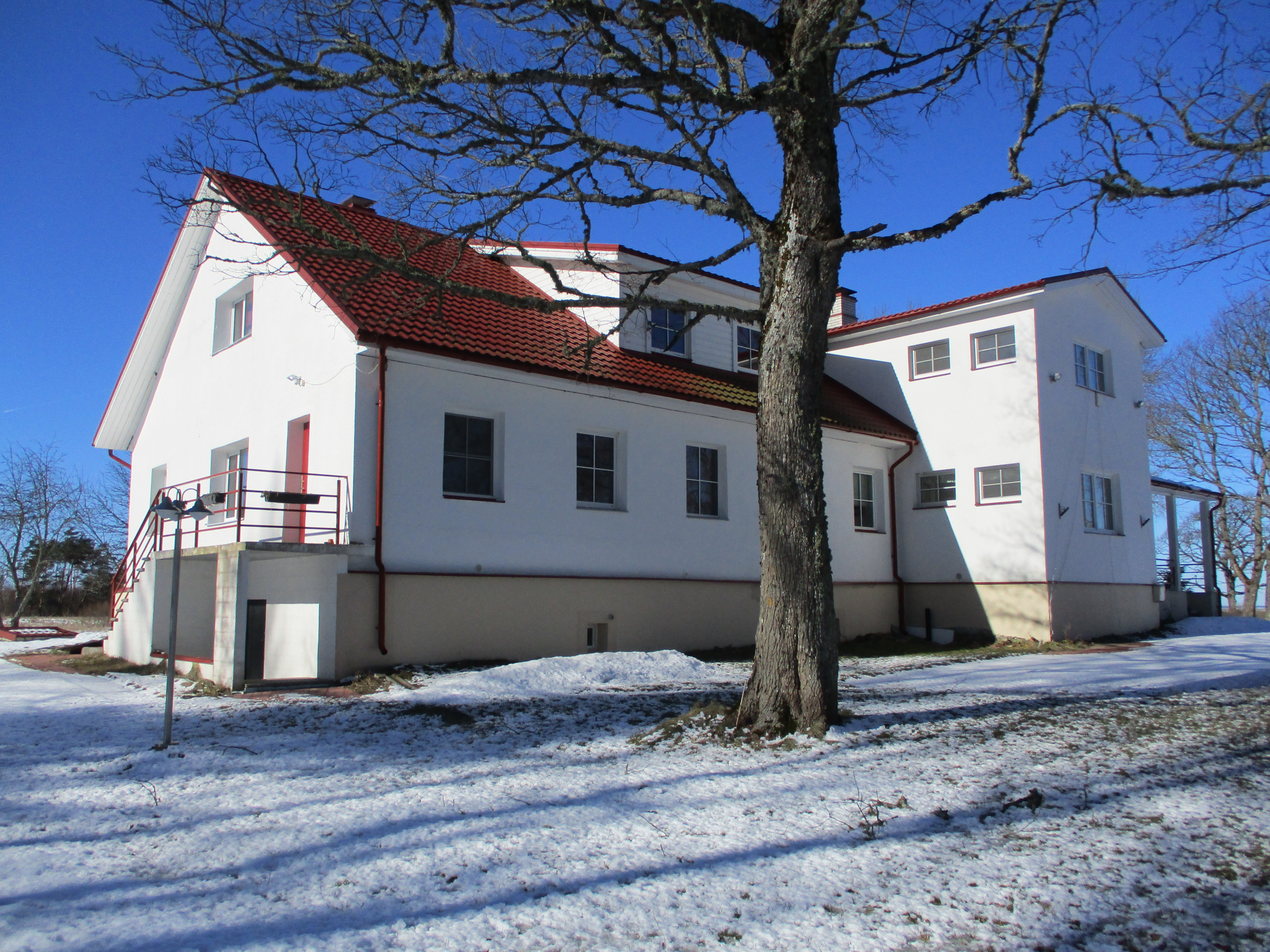
Бывшее главное здание мызы Такерорт (Тахкуранна)
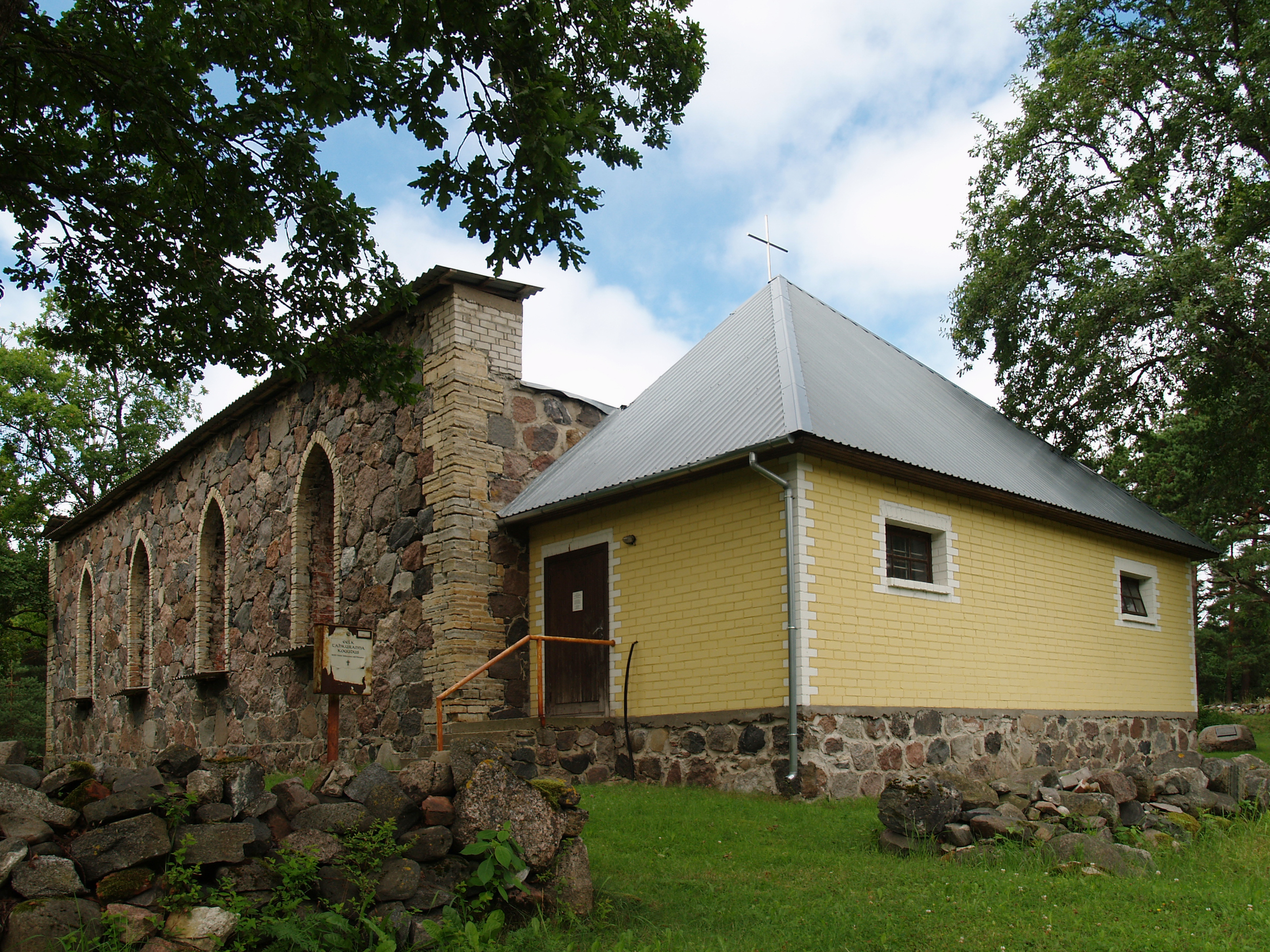
Лютеранская церковь Тахкуранна (справа — ризница)
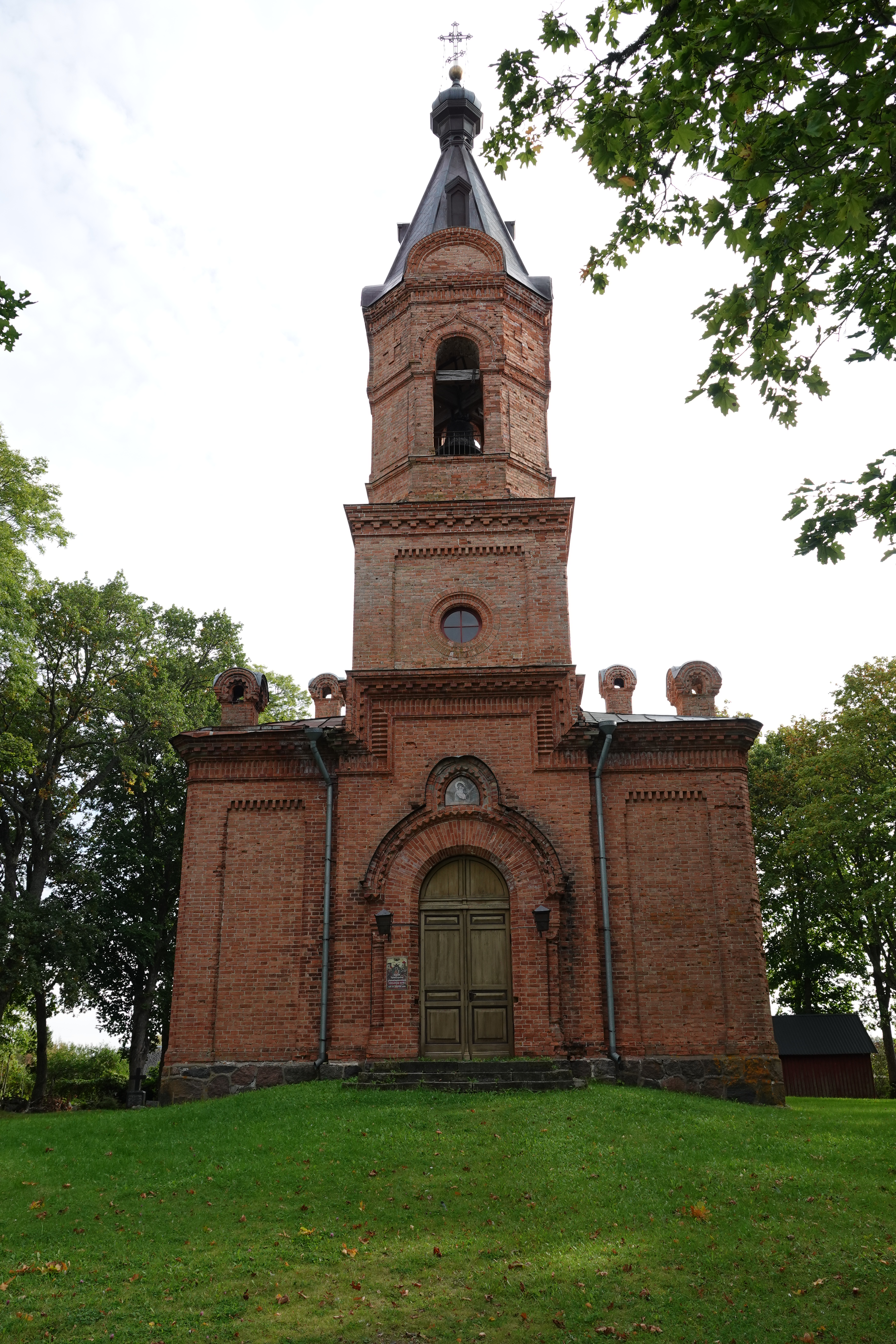
Церковь Успения Богородицы
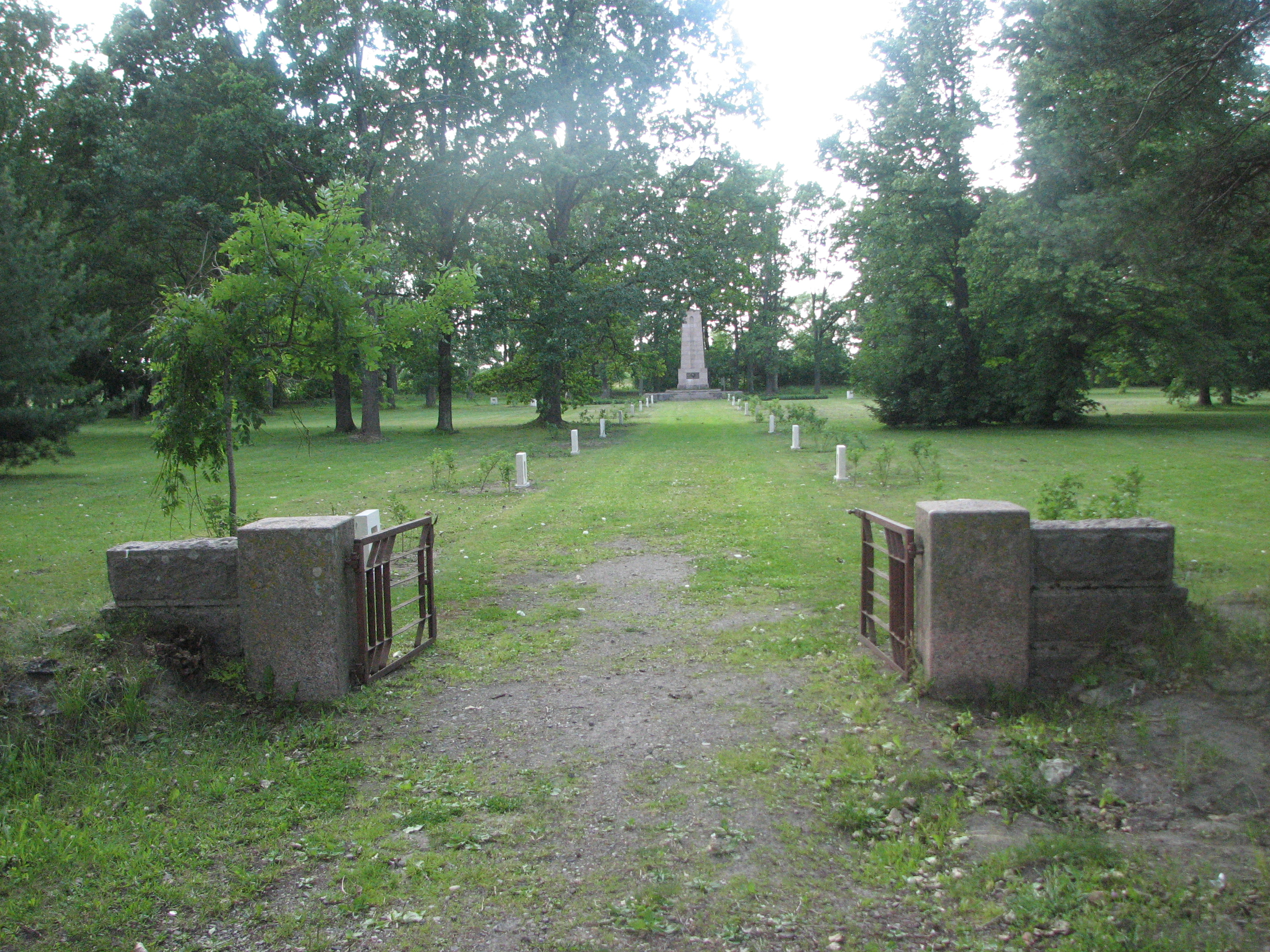
Парк и памятник Константину Пятсу

## Комментарии
1. ↑  Эстонские топонимы, оканчивающиеся на -а, не склоняются и не имеют женского рода (исключение — Нарва)[6].